# Billy Squier
William Haislip Squier (Boston, Massachusetts, 12 de mayo de 1950), más conocido como Billy Squier, es un músico estadounidense de rock. Squier tuvo una serie de exitosos sencillos de arena rock en los años 1980s. Probablemente, es más conocido por su sencillo "The Stroke" de su álbum de 1981 Don't Say No. Entre otros sencillos, se pueden nombrar a "In the Dark", "Rock Me Tonite", "Lonely Is the Night", "My Kinda Lover", "Everybody Wants You", "All Night Long". "Emotions in Motion" y Love Is The Hero con Freddie Mercury

## Biografía

### Temprana edad
Comenzó a tocar el piano y la guitarra a muy temprana edad, pero no se realizó completamente en la música hasta que descubrió a Eric Clapton. Cuando cumplió nueve años de edad, su abuelo le enseñó a tocar el piano. Tomó lecciones de su abuelo durante dos años. Después de que dejó de tomar lecciones de piano, Squier se vio interesado en una guitarra que finalmente se la compró a un vecino en $95. Squier tomó lecciones de guitarra durante un par de meses hasta que decidió dedicarse totalmente a la música, cuando ya tenía completamente dominada la guitarra a la edad de 15 años.

### Comienzos de su carrera musical
La primera presentación de Squier en público fue en un club nocturno en Boston, llamado Psychedelic Supermarket en 1968, donde Squier vio a Eric Clapton y su banda Cream en una presentación.

## Discografía

### Álbumes de estudio
| Año  | Detalles del Álbum   | Mejores posiciones en listas | Certificación (es) (ventas)       |
| Año  | Detalles del Álbum   | US                           | Certificación (es) (ventas)       |
| ---- | -------------------- | ---------------------------- | --------------------------------- |
| 1980 | The Tale of the Tape | 169                          |                                   |
| 1981 | Don't Say No         | 5                            | - US: 3× Platino - CAN: Platino   |
| 1982 | Emotions in Motion   | 5                            | - US: 2× Platinum - CAN: Platinum |
| 1984 | Signs of Life        | 11                           | - US: Platino - CAN: Oro          |
| 1986 | Enough Is Enough     | 61                           |                                   |
| 1989 | Hear & Now           | 64                           |                                   |
| 1991 | Creatures of Habit   | 117                          |                                   |
| 1993 | Tell the Truth       | -                            |                                   |
| 1998 | Happy Blue           | -                            |                                   |

### Compilaciones
- A Rock and Roll Christmas (Varios artistas) (1994)
- 16 Strokes: The Best of Billy Squier (1995)
- Reach for the Sky: The Anthology (1996) (PolyGram)
- Classic Masters (2002)
- Absolute Hits (2005)

### Álbumes en vivo
- King Biscuit Flower Hour Presents Billy Squier (1996)
- Live In The Dark(DVD)

### Sencillos
| Año  | Sencillo                | Mejores posiciones en listas | Mejores posiciones en listas | Mejores posiciones en listas | Álbum              |
| Año  | Sencillo                | US                           | US Main                      | CAN                          | Álbum              |
| ---- | ----------------------- | ---------------------------- | ---------------------------- | ---------------------------- | ------------------ |
| 1981 | "The Stroke"            | 17                           | 3                            | 7                            | Don't Say No       |
| 1981 | "In the Dark"           | 35                           | 7                            | 22                           | Don't Say No       |
| 1981 | "Lonely Is the Night"   | —                            | 28                           | —                            | Don't Say No       |
| 1981 | "My Kinda Lover"        | 45                           | 31                           | —                            | Don't Say No       |
| 1982 | "Everybody Wants You"   | 32                           | 1                            | 26                           | Emotions in Motion |
| 1982 | "Emotions in Motion"    | 68                           | 20                           | 13                           | Emotions in Motion |
| 1982 | "Learn How to Live"     | —                            | 15                           | —                            | Emotions in Motion |
| 1982 | "Keep Me Satisfied"     | —                            | 46                           | —                            | Emotions in Motion |
| 1983 | "She's a Runner"        | 75                           | 44                           | —                            | Emotions in Motion |
| 1984 | "Rock Me Tonite"        | 15                           | 1                            | 31                           | Signs of Life      |
| 1984 | "All Night Long"        | 75                           | 10                           | —                            | Signs of Life      |
| 1984 | "Eye on You"            | 71                           | 29                           | —                            | Signs of Life      |
| 1986 | "Love Is the Hero"      | 80                           | 17                           | —                            | Enough Is Enough   |
| 1986 | "Shot o' Love"          | —                            | 30                           | —                            | Enough Is Enough   |
| 1989 | "Don't Say You Love Me" | 58                           | 4                            | —                            | Hear and Now       |
| 1989 | "Tied Up"               | —                            | 20                           | —                            | Hear and Now       |
| 1989 | "Don't Let Me Go"       | —                            | 38                           | —                            | Hear and Now       |
| 1991 | "She Goes Down"         | —                            | 4                            | —                            | Creatures of Habit |
| 1991 | "Facts of Life"         | —                            | 37                           | —                            | Creatures of Habit |
| 1993 | "Angry"                 | —                            | 15                           | —                            | Tell the Truth     |